# قبأ خشن
قبأ خشن أو تِفّ البرّ أو قُلَيْب (الاسم العلمي: Poa trivialis)، نبات عشبي بري وزراعي معمر يعلو من 30 إلى 60 سم. يعتبر في الولايات المتحدة من نباتات الزينة.